# Melanolophia limosa
Melanolophia limosa är en fjärilsart som beskrevs av Paul Dognin 1895. Melanolophia limosa ingår i släktet Melanolophia och familjen mätare. Inga underarter finns listade i Catalogue of Life.